# Pinard (wino)

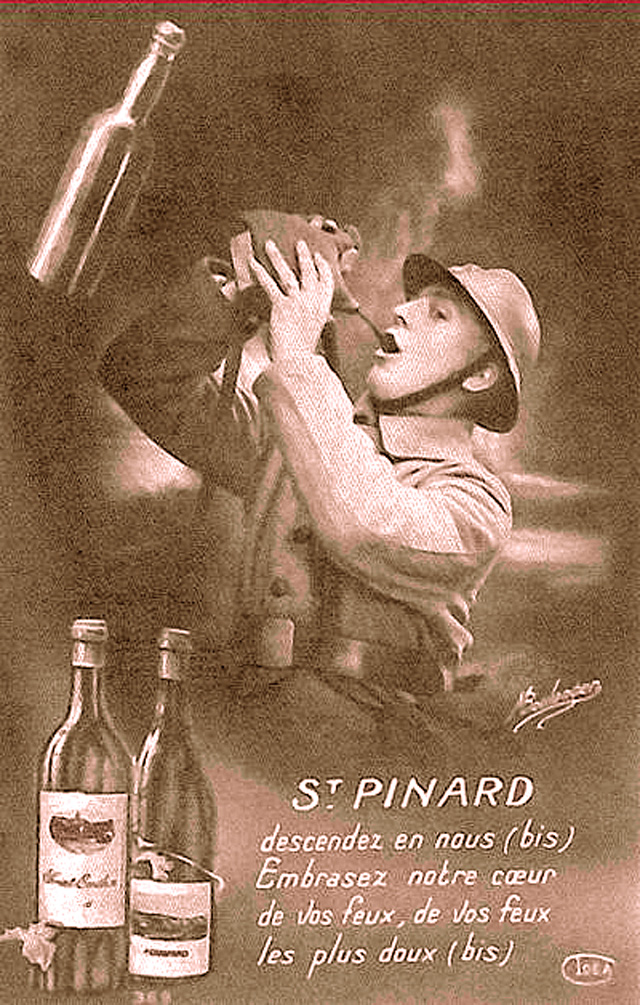
„Modlitwa do świętego Pinarda” francuskiego poilu

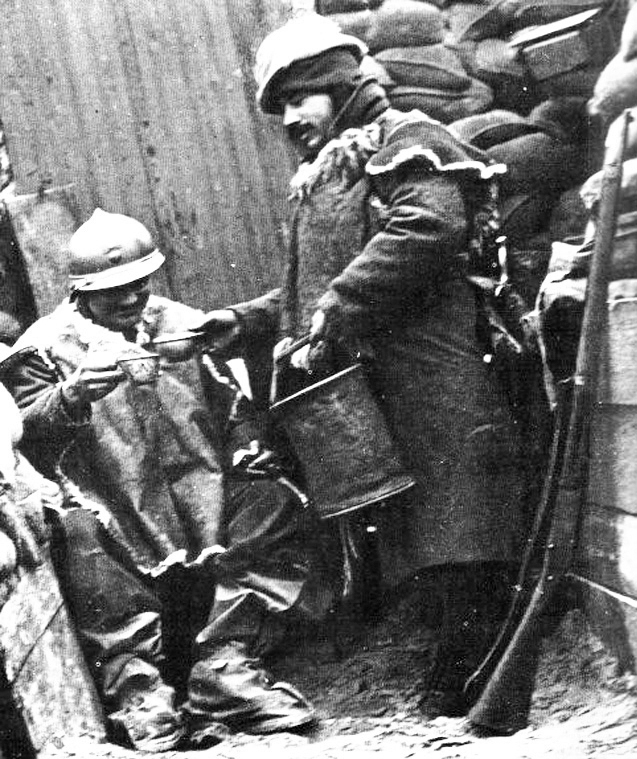
Dystrybucja pinarda w okopie

Pinard – francuskie określenie czerwonego wina wydawanego francuskim żołnierzom jako racja wojskowa w czasie I wojny światowej.
Na początku „Wielkiej Wojny” dzienne spożycie wina na osobę wynosiło ćwierć litra, w 1915 roku pół litra, a w roku 1916 prawie trzy czwarte litra z możliwością dokupienia większej ilości. Do 1916 roku Francuskie Siły Zbrojne zaopatrywały swoje wojska w 12 milionów hektolitrów rocznie – francuscy właściciele winnic z Langwedocji przekazali 20 milionów litrów na potrzeby armii w momencie wybuchu wojny. Przed wojną Langwedocja borykała się z ogromnymi nadwyżkami wina dzięki ciągłym obfitym zbiorom, co doprowadziło do buntu w roku 1907; dzięki wojnie nadwyżki można było w szybki sposób przekazać wojsku. Dodatkowo francuskie kolonie w Afryce Północnej dostarczyły do końca wojny duże ilości wina.

## Nazwa
Etymologia stojąca za nazwą „pinard” jest niejasna. Istnieją dowody na to, że nazwa ta była używana przez niektóre, ale nie wszystkie, garnizony w całej Francji do przydziału wina w latach osiemdziesiątych XIX wieku i że na początku XX wieku zyskała bardziej powszechną popularność. Ponieważ racje wina wydawane przed I wojną światową były częściej białe niż czerwone, nazwa może pochodzić od odmiany winorośli Pineau d’Aunis, z której pierwotnie wytwarzano pinard lub prawdopodobnie od winogron o nazwie Pinard, które były hybrydami z Alzacji. Żołnierze nazywali swoją porcję wina wieloma nazwami, w tym między innymi „bleu”, „bluchet”, „brutal”, „gingin”, „ginglard”, „ginglet”, „jaja”, „picton” lub „rouquin”, ale najczęstszym i najbardziej znanym jest „pinard”.

## Charakterystyka
Większość pinardów produkowano przy użyciu win z Beaujolais i Charentes, uzupełniając je dużą ilością win z Langwedocji lub Afryki Północnej. Pinard zawierał nie więcej niż 9% alkoholu, często rozcieńczany był także wodą. Ponieważ smak wina nie był oceniany przez żołnierzy zbyt wysoko, dodawali do niego brandy lub ewentualnie wino likierowe Pineau des Charentes.
Pomimo nie najlepszych ocen francuscy pisarze i poeci przypisywali pinardowi wznioślejsze i szlachetniejsze cele. Wino przyjęto jako symbol jedności narodowej w czasie wojny, a piwo w jednym z wierszy nazwano „napojem zza Renu”. Wino natomiast było produktem ziemi francuskiej, świętej ziemi okupowanej przez „barbarzyńskich” Niemców. Dodatkowo pinard był jednak popularny, ponieważ jako napój alkoholowy pozwalał francuskim poilu, odreagować brutalność wojny.